# Тімоково
Тімо́ково (рос. Тимоково, марій. Ихотьсола) — присілок у складі Гірськомарійського району Марій Ел, Росія. Входить до складу Мікряковського сільського поселення.

## Населення
Населення — 25 осіб (2010; 35 у 2002).
Національний склад (станом на 2002 рік):
- гірські марійці — 100 %